# 平武藤山柳
平武藤山柳（学名：Clematoclethra pingwuensis）为猕猴桃科藤山柳属下的一个种。

## 扩展阅读
- 維基物種上的相關：平武藤山柳